# Alicia Moral Revilla
Alicia Moral Revilla (Valladolid, 21 de febrero de 1963) es una diplomática española. Fue embajadora de España en Australia (2020-2024) con concurrencia en Papúa Nueva Guinea, Islas Salomón, Tuvalu, Vanuatu y Nauru.

## Carrera diplomática
Tras licenciarse en Derecho (1991) ingresó en la carrera diplomática y realizó la diplomatura de Estado Mayor de las  Fuerzas Armadas.
Ha estado destinada en las representaciones diplomáticas de España en Tanzania, Indonesia, Bulgaria, Países Bajos y OCDE (París).
A lo largo de su carrera diplomática, ha ocupado diversos cargos: Subdirectora General de la Escuela Diplomática, subdirectora general de Política Exterior, Consejo de Europa y OSCE, embajadora en Misión Especial para la Ciberseguridad.
Ha sido embajadora de España en Zimbabue con acreditación en Zambia y en Malaui; y desde 2020, es la embajadora de España en Australia.
Como embajadora de Australia ha firmado un acuerdo entre el Ministerio de Educación Español y el departamento de educación de Nueva Galea del Sur para el establecimiento de programas de cooperación educativa.